# St. Nikolaus (Pittenhart)

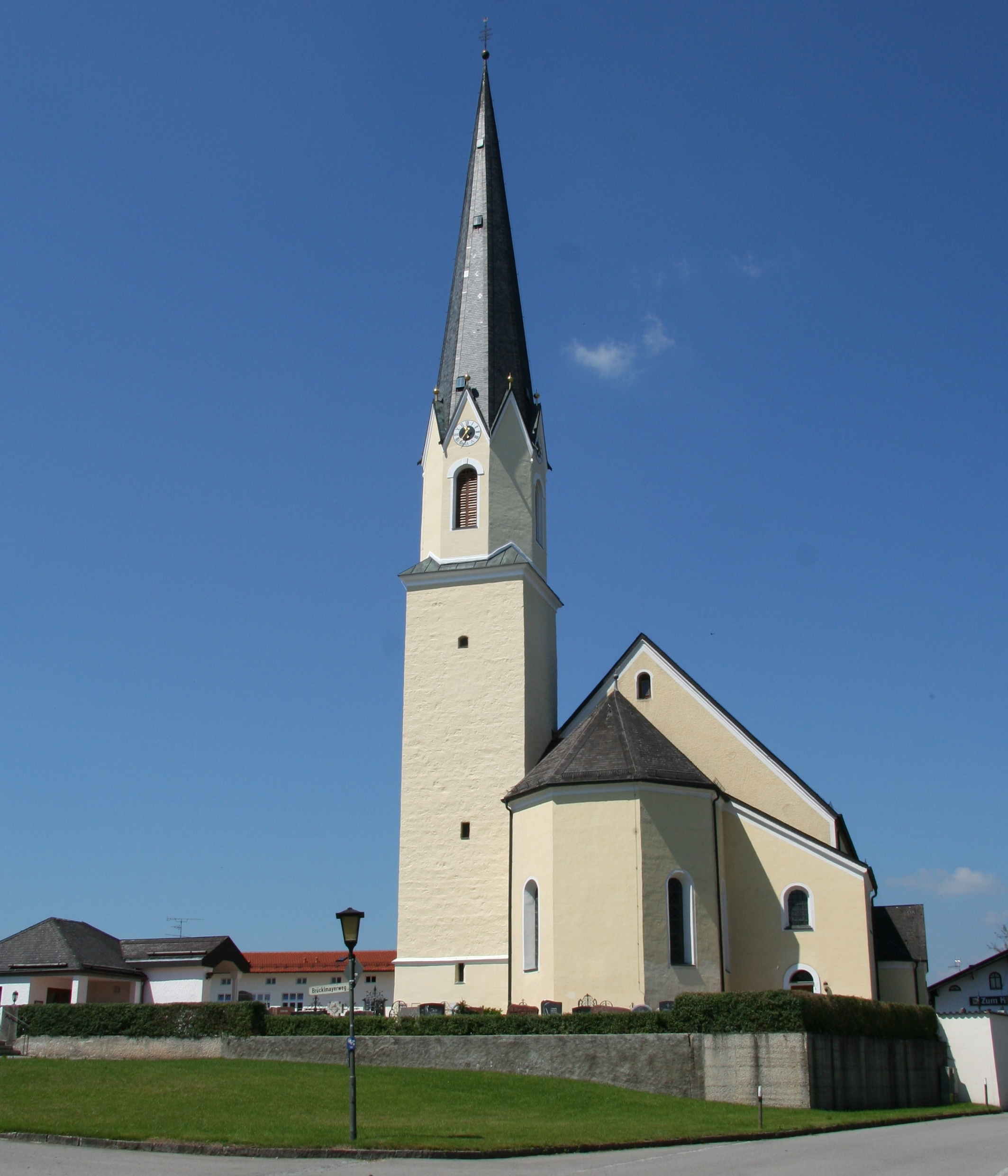
St. Nikolaus in Pittenhart

Die römisch-katholische Pfarrkirche St. Nikolaus ist ein Baudenkmal in Pittenhart im Landkreis Traunstein.

## Geschichte
Die Kirche wurde vermutlich im 15. Jahrhundert erbaut und gehörte zeitweise zum Kloster Seeon. 1846/47 wurde das Gotteshaus grundlegend umgebaut, neu gewölbt und das Langhaus vereinheitlicht. Die Umfassungsmauern wurden dabei beibehalten. Die südliche Vorhalle ist von 1708. Der Innenraum wurde 1948 renoviert, 1988 bis 1990 das Äußere.

## Baubeschreibung
St. Nikolaus ist eine Saalkirche mit zwei Vorhallen und einem eingezogenen, dreiseitig geschlossenem Chor. Der Spitzturm steht im südlichen Chorwinkel. Das breite und früher vermutlich mehrschiffige Langhaus hat ein Stichkappengewölbe über einer Pilastergliederung. In der südlichen und südöstlichen Friedhofsmauer mit Blendbögen finden sich historische Grabmäler. Vorgesetzt ist ein gedeckter Kolonnadengang um 1900.

## Ausstattung
Die Deckengemälde von 1948 zeigen im Chor den thronenden Christus auf Wolken. Links davon sind die Heiligen Nikolaus und Georg zu dargestellt und rechts die Heiligen Elisabeth von Thüringen und Leonhard. Das Gemälde im Langhaus zeigt die Bergpredigt. Die drei Altäre der Kirche sind aus der Mitte des 18. Jahrhunderts. Die Schnitzfiguren am Choraltar stellen mittig den heiligen Nikolaus und seitlich vermutlich die heiligen Bischöfe Rupert und Martin dar. Im oberen Teil findet sich eine Kopie des Gnadenbildes von Maria Eck. Über den seitlichen Durchgängen sind Petrus und Paulus dargestellt. Das lebensgroße Holzkruzifix an der Chorwand datiert um 1525/30. Die Figur des heiligen Erasmus um 1435 wird dem Meister von Seeon zugeschrieben und stammt vermutlich aus Klosterseeon. Sie wurde im 19. Jahrhundert gefasst. Der nördliche Seitenaltar von 1766 mit Holzfiguren, Kruzifix, Schmerzhafter Muttergottes, Maria Magdalena und der heiligen Veronika ist vermutlich von Johann Georg Lindt aus Burghausen. Der südliche Altar zeigt neben dem heiligen Sebastian die Heiligen Franz Xaver und Rochus. Der Baldachin enthält ein Bild des heiligen Benedikt.